# João Monlevade
João Monlevade est une ville du Minas Gerais.
Son nom lui a été attribué le 29 avril 1964 en hommage à Jean de Monlevade, ingénieur des mines français qui s'installa à cet endroit en 1817 et y fonda une usine métallurgique qu'il dirigea jusqu'à sa mort.

## Maires
| Période | Période | Identité         | Étiquette | Qualité |
| ------- | ------- | ---------------- | --------- | ------- |
| 2009    | 2012    | Gustavo Prandini | PV        |         |